# ASTERIA
Pour les articles homonymes, voir Astéria (homonymie).

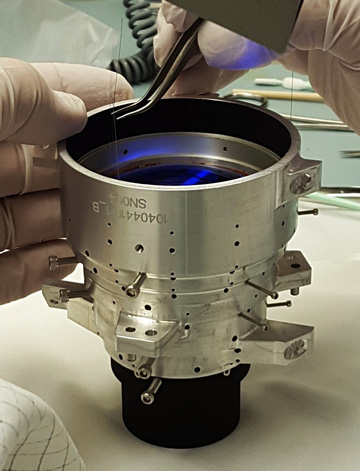
Alignement de l'optique d'ASTERIA.

ASTERIA, acronyme de Arcsecond Space Telescope Enabling Research in Astrophysics, est un nano-satellite  expérimental américain de format CubeSat 6U sélectionné par la NASA et développé par le Massachusetts Institute of Technology (MIT) et le Jet Propulsion Laboratory (JPL). L'objectif de la mission est de mettre au pointe les techniques permettant à  des satellites de très petite taille d'effectuer des observations astronomiques. ASTERIA a été placé en orbite en aout 2017. Il a rempli ses objectifs en démontrant qu'il pouvait effectuer des observations en maintenant sa caméra pointée avec une précision de l'ordre de la seconde d'arc durant plusieurs minutes d'affilée.

## Historique
ASTERIA prend la suite du projet ExoPlanetSat dont l'objectif était de développer un nano-télescope spatial de format CubeSat 3U (10 × 10 × 30 cm) expérimental ayant recours à un asservissement du détecteur en boucle fermée pour compenser les oscillations du satellite et atteindre la précision de pointage nécessaire pour effectuer des mesures mettant en évidence le transit d'exoplanètes devant des étoiles. Le projet ASTERIA est financé dans le cadre du programme Phaeton destinée à entrainer les employés du JPL en début de carrière. Le JPL est chargé de gérer l'ensemble du projet et de développer le système de contrôle d'attitude, le logiciel de vol embarqué, d'effectuer l'intégration et les tests du satellite et de mener les opérations en vol. De son côté le Massachusetts Institute of Technology (MIT) est responsable de la charge utile du satellite.

## Objectifs de la mission
La miniaturisation d'un système de détection photométrique des exoplanètes permet d'envisager de réaliser des observations permanentes d'étoiles similaires au Soleil en ayant recours à de multiples télescopes miniaturisés et donc à faible cout. Ce type d'observation est impossible pour des raisons de cout avec les observatoires spatiaux conventionnels (de grande taille) car cela imposerait d'immobiliser sur de très longue durée (plusieurs années) un satellite couteux pour observer une unique étoile. Des satellites de type CubeSat pourraient être permettrait de détecter des planètes similaires à la Terre ayant une période orbitale de longue durée (1 an ou plus). Mais pour qu'un CubeSat puisse réaliser ce type d'observation, il doit pouvoir maintenir son optique pointée sur l'étoile observée avec une grande précision et la température du détecteur placé au foyer du télescope doit être très stable.
La mission d'ASTERIA a deux objectifs:
- Parvenir à une précision de pointage de l'ordre de la seconde d'arc durant une observation prolongée d'une étoile et, lors d'une seconde observation, ramener le télescope pointé sur le même objectif avec une précision de l'ordre de la seconde d'arc. Cette précision est obtenue par le satellite ASTERIA avec un système de contrôle d'attitude à deux étages. Les roues de réaction maintiennent le satellite pointé vers sa cible avec une précision de l'ordre de 120 secondes d'arc. Le système de pointage fin agissant seulement sur les détecteurs du télescope porte cette précision de pointage à environ 5 à 10 secondes d'arc.
- Le deuxième objectif est de maintenir le détecteur de la caméra dans une plage de température inférieure à 1 millikelvin pour optimiser le rapport signal sur bruit et ainsi accroitre la précision photométrique.

## Caractéristiques techniques
ASTERIA est un nano-satellite de format CubeSat 6U. Ce format normalisé utilisé couramment pour les satellites de très petite taille limite les dimensions du satellite au lancement à 10 × 20 × 30 cm (soit six cubes de 10 centimètres de côté) et sa masse à 12 kg. Le CubeSat réutilise un certain nombre d'équipements acquis sur étagère et dans certains cas adapté à la mission. Pour remplir celle-ci le satellite est stabilisé 3 axes à l'aide d'un système XACT de Blue Canyon Technologies acquis sur étagère. Celui-ci comprend un viseur d'étoiles, une centrale à inertie, des roues de réaction et des capteurs solaires. La précision de pointage obtenue est de 7 secondes d'arc. Les panneaux solaires, déployés en orbite, fournissent environ 48 watts qui sont stockés dans une batterie d'une capacité de 52,7 watts-h. Les télécommunications sont réalisées à l'aide de l'émetteur-récepteur Iris développé par le JPL. Le débit de cet émetteur, qui fonctionne en bande X, est de 1 mégabit/s sur la liaison descendante et de 32 kilobits par seconde sur la liaison ascendante. Le satellite dispose d'une mémoire de masse d'une capacité de 14,5 gigabits. Le système de gestion bord est pris en charge par un ordinateur embarqué CORTEX 160 utilisant un microprocesseur PowerPC tournant sous Linux.

## Charge utile
La charge utile de ASTERIA est une caméra disposant d'un objectif grand angle Zeiss ayant une focale de f1,4/85 avec un champ de vue de 28,6° fournissant une image de 43 mm de diamètre dans le plan focal. Celui-ci comprend deux détecteurs : un détecteur CMOS de grande taille (2 592 × 2 192 pixels) utilisé  pour recueillir les images à usage scientifiques et un détecteur CMOS de plus petite taille avec une taille de pixel plus petit qui est utilisé pour déterminer les changements d'orientation du satellite. L'optique comporte un revêtement qui ne laisse passer que le rayonnement dont la longueur d'onde est comprise entre 500 et 900 nanomètres. Les détecteurs sont placés sur un support mobile par rapport à l'optique, qui se déplace dans les deux axes grâce à des actionneurs Piézoélectricité|piézoélectriques avec une course de 50 microns dans chaque axe. Le système de contrôle du pointage utilise des étoiles guides pour déterminer l'écart par rapport au pointage souhaité et compense celui-ci en envoyant des commandes aux moteurs piézoélectriques. L'optique est entouré par un baffle pour éliminer la lumière parasite.

## Déroulement de la mission
Le satellite ASTERIA fait partie de la charge utile du vaisseau SpaceX Dragon CRS-12 chargé du ravitaillement de la Station spatiale internationale qui est placé en orbite le 14 aout 2017 par une fusée Falcon 9 et rejoint peu après la station spatiale. Le CubeSat est provisoirement stocké à bord de la Station spatiale internationale puis il est éjecté le 21 novembre 2017 avec 5 autres nano-satellites et placé sur une orbite basse circulaire à une altitude de 405 km et une inclinaison orbitale de 51,6°. En avril 2018 l'équipe projet annonce que le satellite a rempli ses objectifs en parvenant à maintenir sa caméra pointée sur une étoile avec une précision de 0,5 seconde d'arc sur une période de 20 minutes. la température du détecteur a pu être maintenue dans une fourchette de 0,1 kelvin sur la même durée. La mission primaire d'une durée de 3 mois est prolongée pour tenter de détecter des exoplanètes tournant autour d'étoiles brillantes peu éloignées. En aout 2018 la mission est désignée par l'American Institute of Aeronautics and Astronautics (AIAA)  comme petit satellite de l'année pour avoir contribué à une avancée significative des capacités des satellites de petite taille,. La mission est prolongée à deux reprises. Le contact est perdu avec le nano-satellite le 5 décembre 2019.